# Emily Kocken
Emily Kocken (New York, 1963) is een beeldend kunstenaar en schrijver. Ze is opgegroeid in Nederland, en woont en werkt in Amsterdam.
Kocken studeerde violoncello aan het Brabants Conservatorium in Tilburg en wijsbegeerte aan de Vrije Universiteit in Amsterdam.

In 2013 debuteerde ze met de roman Witte vlag bij Em. Querido's Uitgeverij (longlist Academica Literatuurprijs 2014). Ze publiceert in onder andere De Revisor en De Gids. Sinds 2010 wordt ze als kunstenaar gerepresenteerd door C&H gallery in Amsterdam.
In 2015 maakte ze voor West Den Haag de performance-installatie Come-Go-Stay met een meervoudig bekroonde, hoog intelligente koningspoedel. In 2017 verscheen haar tweede roman De kuur. Ze is hiermee genomineerd voor de Halewijnprijs 2018.